# Pardosa incerta
Pardosa incerta este o specie de păianjeni din genul Pardosa, familia Lycosidae, descrisă de Nosek, 1905. Conform Catalogue of Life specia Pardosa incerta nu are subspecii cunoscute.